# Colombier (Allier)
Colombier település Franciaországban, Allier megyében. Lakosainak száma 328 fő (2022. január 1.). Colombier La Celle, Commentry, Hyds és Malicorne községekkel határos.

## Népesség
A település népességének változása:
| Lakosok száma | 436  | 346  | 331  | 311  | 329  | 332  | 332  | 327  | 323  | 328  |
|               | 1968 | 1982 | 1990 | 2006 | 2013 | 2015 | 2017 | 2019 | 2020 | 2022 |